# Coq au vin

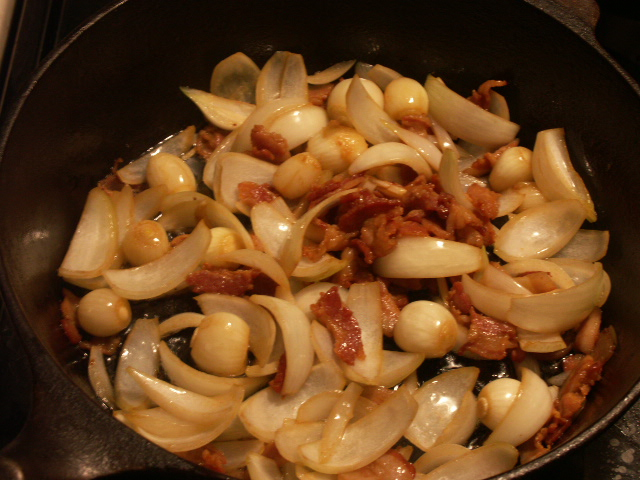
Pas inicial de la seva elaboració

El coq au vin (en francès: "gall al vi") és un plat emblemàtic de la gastronomia francesa, elaborat amb talls de gall marinats, després estofats en vi negre o blanc, realçat amb un bouquet garni, cansalada, xampinyons, pastanagues i cebes. Es tracta d'un estofat de gall en el qual s'afegeix una gran quantitat de vi (generalment el vi utilitzat és negre però a vegades s'utilitza el blanc). Sol tenir, a més, alguna verdura de tipus nap o ceba i les versions millorades fins i tot poden incloure algun bolet, tradicionalment la múrgula).
Variant del bœuf bourguignon, és part de la cuina d'Alvèrnia, Borgonya, Dijon, Alsàcia, Franche-Comté, Bressane i Xampanya.

## Ingredients
Si bé la paraula francesa coq significa "gall" i els ocells de carn dura amb molt de teixit connectiu resten ben estofades, és possible de preparar el coq au vin amb qualsevol aviram, en general pollastre.
Aquest plat té com a ingredients principals el gall (o pollastre) i el vi. La cansalada (lardon) s'empra per a fregir el gall en les primeres etapes juntament amb algunes cebes, a vegades s'hi posa una mica de mantega. Se sol aromatitzar amb farigola, llorer, all i un xic de conyac. Els sucs s'espesseixen amb un roux o afegint-hi sang a la fi.

## Història
Moltes regions de França es disputen la invenció d'aquest plat, però la llegenda diu que la recepta és originària d'un xef de Juli Cèsar que va voler oferir-li un homenatge per la conquesta de la Gàl·lia.
Una altra de les històries més contades popularment diu que va ser durant el setge romà contra una tribu arverna quan es va cuinar per la primera vegada el coq au vin. Per a burlar-se de la dificultat per a l'exèrcit romà de conquerir la Gàl·lia, un cap arvern va fer arribar a Cèsar un gall fort i agressiu, com a símbol de la determinació gal·la davant el setge. Poc després, durant una treva, Juli Cèsar convidaria aquest cap a esmorzar, servint-li un ocell banyat en una espessa i saborosa salsa vermella. En interessar-se l'arvern en el plat que degustaven, Cèsar li feu avinent que el que menjaven era el gall que ell li va oferir, marinat en vi (símbol romà) i cuinat llargament i molt lentament.
Va aparèixer en un llibre de cuina anomenat Cookery for English Households el 1864, amb un nom indeterminat.